# Talósz (bronzóriás)

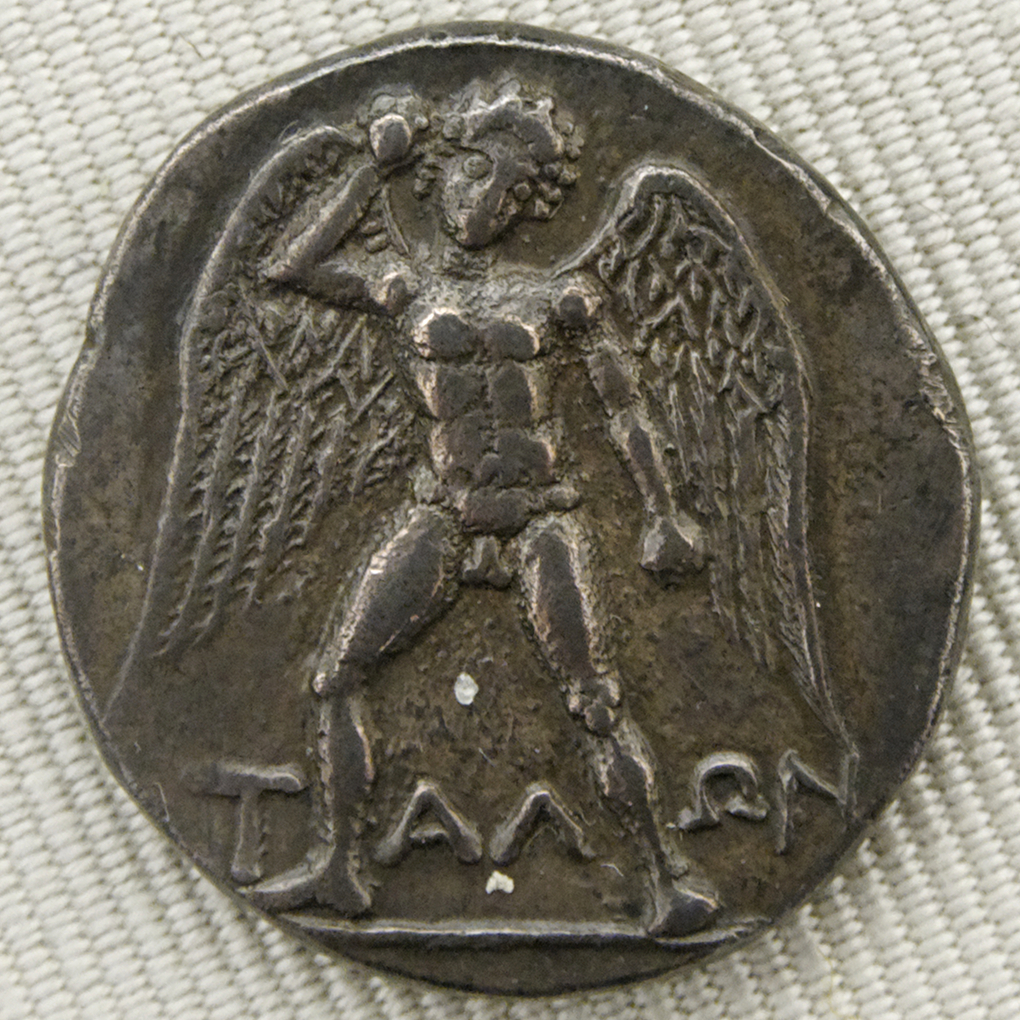
Szárnyas 'ΤΑΛΩΝ' Kővel felfegyverkezve. Görög ezüstdrachma, Phaistos (~ I. e. 300/280-270)

Talósz (görögül: Τάλως) a görög mitológiában megjelenő óriási, emberalakú, önműködő bronzszerkezet, aki Kréta szigetét őrizte. A legelfogadottabb elmélet szerint Héphaisztosz készítette Európénak Zeusz kérésére, hogy védje meg őt a sziget támadóitól.